# Horti Calyclani
Gli Horti Calyclani erano antichi giardini situati a Roma sul colle Esquilino (Rione Esquilino), presso la chiesa di sant'Eusebio.

## Storia
I giardini sono noti soltanto da tre cippi terminali, ove sono menzionati, in due casi, assieme ai confinanti Horti Tauriani.
Due cippi furono trovati in situ nel 1873 presso la chiesa di sant'Eusebio, poco fuori la linea delle Mura serviane (agger), a nord di via Principe Amedeo. Essi erano posti a separazione fra i due horti, ma non si ha nessuna indicazione topografica per poter collocare l'uno piuttosto che l'altro ad est o ad ovest rispetto alla fronte dei cippi.
Un terzo cippo, con la menzione dei soli Horti Calyclani, fu trovato nel febbraio 1951 su via Giolitti quasi all'angolo con via Cappellini, sostanzialmente in allineamento con i due trovati nel 1873 e con il lato iscritto rivolto a sud-est.
Per l'associazione fra il Forum Tauri e la chiesa di Santa Bibiana sembra preferibile l'ipotesi che gli Horti Tauriani si estendessero verso oriente e gli Horti Calyclani a occidente rispetto alla chiesa di sant'Eusebio.
Oscura rimane l'origine del nome (forse forma oggettivale da Calycles o con minore probabilità da Calyx, personaggio sconosciuto).